# Robertino Loreti

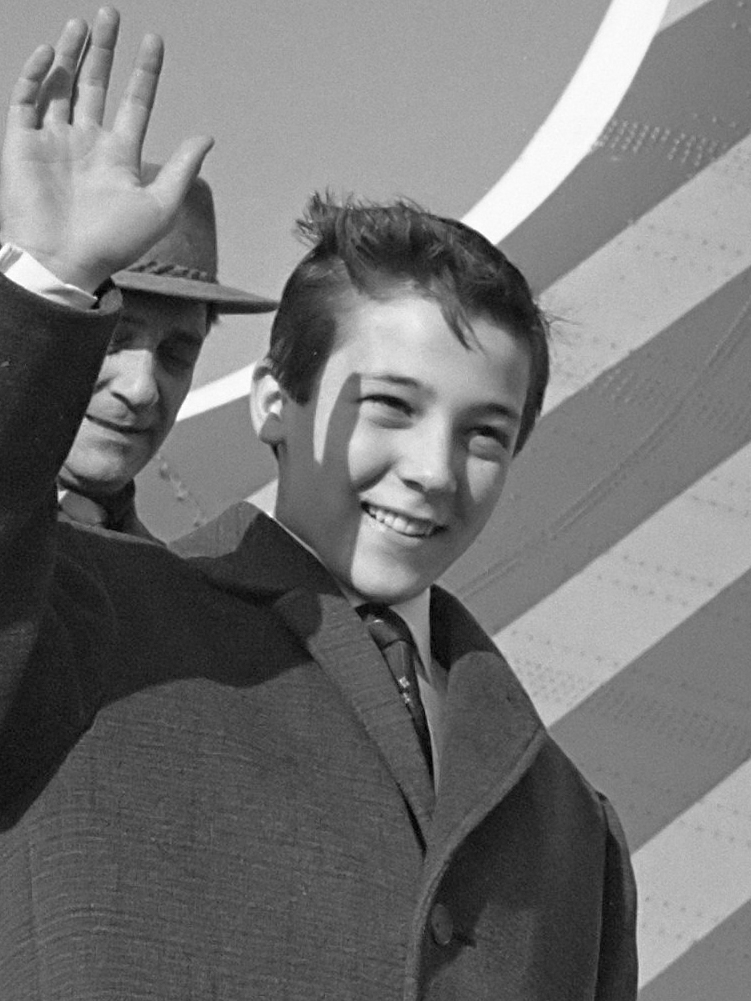
Robertino Loreti, 1961

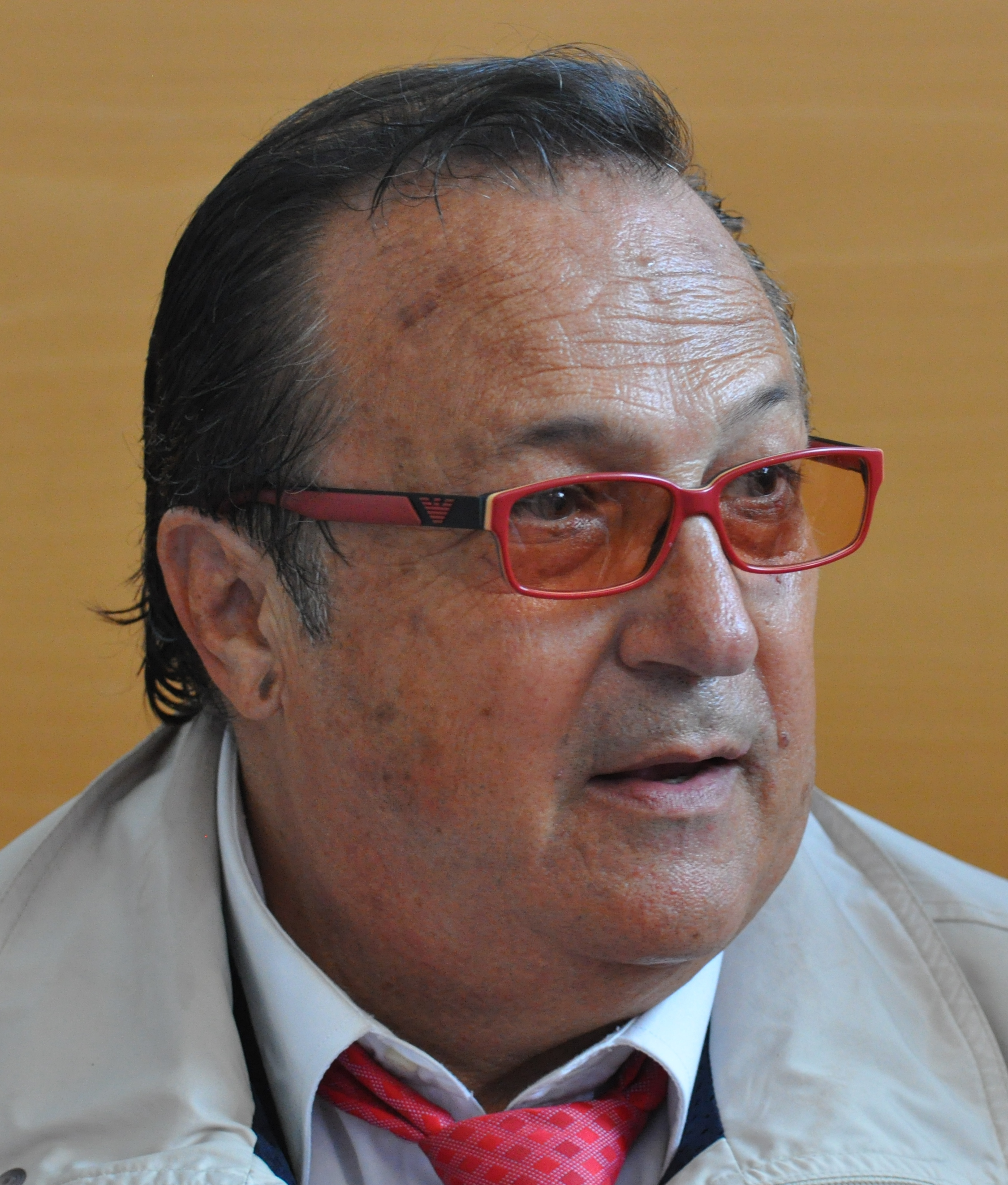
Robertino Loreti, 2011

Roberto Loreti  (* 22. Oktober 1946 in Rom), besser bekannt unter seinem Künstlernamen Robertino,  ist ein italienischer Sänger, Schauspieler und Kinderstar, der in den späten 1950er- und frühen 1960er-Jahren mit seinen Aufnahmen im Knabensopran bekannt wurde.

## Leben
Der Sohn eines Bäckers sang schon als Kleinkind im heimischen Bäckerladen, wo er schnell lokal bekannt wurde. Mit sechs Jahren spielte er neben Gino Cervi und Fernandel in Don Camillos Rückkehr, dem zweiten Teil der Don-Camillo-Filmreihe.
In einem Touristencafé, in dem Robertino häufig auftrat, hörte ihn 1960 der dänische Fernsehdirektor Volmer Sørensen, der mit seiner Frau in Italien Urlaub machte, und lud ihn nach Kopenhagen ein. Begleitet von seinem Vater, ging Robertino alsbald dorthin und hatte wenig später seinen ersten Auftritt im dänischen Fernsehen. Dieser war ein sofortiger Erfolg, doch musste Robertino hier auch mit dreizehn Jahren noch kurze Hosen tragen, um seine Kindlichkeit zu betonen.
Bald war er europaweit bekannt und sang, begleitet vom Orchester Otto Francker, Arien und bekannte Stücke wie Santa Lucia, ’O sole mio, Ave Maria, La Paloma und Brahms’ Wiegenlied. Auch spielte er in verschiedenen Filmen mit. Den Titel Mamma von 1938, durch den Heintje 1967 in Deutschland zum Kinderstar wurde, sang Robertino im italienischen Originaltext bereits 1961 im deutschen Schlagerfilm Im schwarzen Rößl. An der Seite von Bobby Rydell ging Robertino außerdem mit dem Lied Un bacio piccolissimo beim Sanremo-Festival 1964 ins Rennen.
Heute ist Robertino Loreti vor allem in Skandinavien und Osteuropa populär. Auch in der früheren Sowjetunion war er ein Begriff: Im 1979 erschienenen Kinderfilm Der elektronische Doppelgänger wird er als Synonym für eine schöne Kinderstimme gebraucht. Der Anfang der 1970er-Jahre in der Sowjetunion berühmte Sängerknabe Sergej Paramonow (1961–1998) wurde mit ihm verglichen, u. a. in dem 44-minütigen Dokumentarfilm Sergej Paramonow. Ein sowjetischer Robertino Loreti (2006).

## Filmografie
- 1952: Don Camillos Rückkehr (Le retour de Don Camillo)
- 1953: Anna
- 1961: Flemming på kostskole
- 1961: Im schwarzen Rößl
- 1963: Aus Zürich
- 1971: Die Gärten des Teufels (I Giardini del Diavolo)
- 1976: La Bolognese

## Diskografie (Auswahl)
- 1961: Jamaica
- 1962: The Young Italian Singing Sensation
- 1964: Un bacio piccolissimo
- 1965: Mia cara
- 1966: Bella
- 1966: Un dollaro d’amore
- 1967: Era la donna mia
- 1968: Suona, suona violino
- 1969: Le belle donne
- 1969: Intorno a me mulini
- 1969: Arcobaleno
- 1969: Contenta tu, contento anch’io
- 1970: Non siamo al mare
- 1970: Ho fatto centro nel tuo cuor